# Petridiobius canadensis
Petridiobius canadensis är en insektsart som beskrevs av Sturm 2001. Petridiobius canadensis ingår i släktet Petridiobius och familjen klippborstsvansar. Inga underarter finns listade i Catalogue of Life.